# Poslední bitva
Poslední bitva je poslední díl Letopisů Narnie a navazuje na předešlé díly. I tento díl napsal Clive Staples Lewis - autor předchozích šesti dílů. Kniha byla napsána v roce 1953 (před knihou Čarodějův synovec), ale byla vydána až po ní v roce 1956.

## Děj
Za posledních časů Narnie poradí záludný opičák Vytáčka naivnímu oslovi Zmatlíkovi, aby si oblékl lví kůži a vydával se za Aslana, pravého krále Narnie. Mluvícím zvířatům z Narnie ukazuje Zmatlíka jen v noci a tlumočí jim jeho rozkazy: otročit pro národ Kalormenců. Zvířata váhavě uposlechnou. Když se to dozví narnijský král Tirian, hned se svým přítelem, jednorožcem Klenotem, zbrkle napadne Kalormence v Narnii a je jimi zajat. Volá o pomoc Aslana a dávné krále z našeho světa.
V Anglii jeho prosbu spatří ve vidění všichni lidé, kteří se v předchozích dílech dostali do Narnie, kromě Zuzany, která se již o Narnii nezajímá. Je dohodnuto, že vykopou prsteny, které zakopal Digory Kirke v knize Čarodějův synovec, a že Eustác a Jill půjdou do Narnie na pomoc Tirianovi. Ovšem dříve než stihnou prsteny použít, jejich vlak se prudce otřese a oni se ocitnou v Narnii. Tiriana vysvobodí, vplíží se s ním do tábora Kalormenců a odvedou Zmatlíka s sebou. Toho poté ukáží skupině trpaslíků na důkaz, že Vytáčkova řeč o Aslanovi byl podvod, ovšem všichni trpaslíci až na jednoho odmítnou věřit v pravého Aslana.
Mezitím Vytáčka s kocourem Zázvorkou a kalormenským velitelem Rišdou lžou shromážděným zvířatům, že Aslan a kalormenský krvelačný bůh Taš jsou jedno. Nevědí ovšem, že tím přivolali do svého tábora skutečného Taše.
Tirian se svými přáteli jde do Rišdova tábora odhalit Vytáčkovu lež; cestou se dozvídá, že Narnii napadla kalormenská vojska, dobyla Cair Paravel a pobila narnijskou armádu. Tirian chce ukázat ostatním Zmatlíka ve lví kůži, ovšem Rišda mu to chytrou lží znemožní - prohlásí, že nějaký osel se vydával za Aslana a proto skutečný (Rišdův) Aslan se již nebude zvířatům ukazovat.
Tirianovi nezbývá, než se pustit do beznadějného boje proti přesile. Při tomto boji jsou Tirian a jeho věrní buď zabiti, nebo zahnáni do stáje. Tím se ocitnou v posmrtném ráji, v Nové Narnii, kde se setkávají se všemi, které dříve v Narnii poznali, včetně Petra a jeho přátel.
Aslan ničí původní Narnii a ukazuje všem nádheru Nové Narnie. Pevensieovi zjišťují, že je propojen s Novou Anglií, ve které se shledávají se svými rodiči. Aslan jim vysvětlil, že v Anglii při havárii vlaku zahynulo všech sedm přátel Narnie i rodiče Pevensieových. V tu chvíli jim Aslan "čím dál méně připadal jako lev - a věci, které se udály pak, byly tak veliké a krásné, že je ani nemohu vypsat." Vstup do Nové Narnie byl pro děti teprve začátkem velkého příběhu, "který trvá věčně a v němž každá kapitola je lepší, než ta předchozí."

## Překlady do češtiny
V překladu Renaty Ferstové (1993, Orbis Pictus) jsou jména hlavních postav přeložena takto: Osel Zmatlík, opičák Podšívka, král Tirian, jednorožec Křišťál, Eustác Pobuda, Julie Poláková, Tarkán Rišda, trpaslík Kulík.
Audio nahrávka: Osel Janek, opičák Finta, král Tirian, jednorožec Klenot, Evžen Záloha, Jitka Poláková, Tarkán Rišda, trpaslík Pogín.